# Colobogaster cyanitarsis
Colobogaster cyanitarsis es una especie de escarabajo del género Colobogaster, familia Buprestidae. Fue descrita científicamente por Gory & Laporte en 1837.